# Copa Sudamericana 2021
Die Copa Sudamericana 2021 war die 20. Ausspielung des nach der Copa Libertadores zweitwichtigsten südamerikanischen Fußballwettbewerbs für Vereinsmannschaften. Es nahmen insgesamt 56 Mannschaften statt bisher 54 aus den 10 Mitgliedsverbänden der CONMEBOL teil, darunter 12 statt 10 ausgeschiedene Mannschaften aus dem laufenden Wettbewerb der Copa Libertadores 2021. Zum vierten Mal sollte der Wettbewerb auch analog zur Libertadores 2021 über das ganze Kalenderjahr ausgetragen werden. Aus Argentinien und Brasilien qualifizierten sich jeweils sechs, aus den übrigen 8 Ländern jeweils 4 Teilnehmer direkt für den Wettbewerb.
Austragungsort des Finales war das Estadio Centenario in Montevideo.

## Teilnehmer
| Land                      | Verein                           | Qualifikationsgrund                                                                                            | Ergebnis      |
| ------------------------- | -------------------------------- | --- | ------------- |
| Argentinien 6 Startplätze | Newell’s Old Boys                | Bestes nicht für die Copa Libertadores qualifiziertes Team der Copa de la Superliga 2020                       | Gruppenphase  |
| Argentinien 6 Startplätze | CA Talleres                      | Zweitbestes nicht für die Copa Libertadores qualifiziertes Team der Copa de la Superliga 2020                  | Gruppenphase  |
| Argentinien 6 Startplätze | CA Lanús                         | Drittbestes nicht für die Copa Libertadores qualifiziertes Team der Copa de la Superliga 2020                  | Gruppenphase  |
| Argentinien 6 Startplätze | Rosario Central                  | Viertbestes nicht für die Copa Libertadores qualifiziertes Team der Copa de la Superliga 2020                  | Viertelfinale |
| Argentinien 6 Startplätze | Arsenal de Sarandí               | Fünftbestes nicht für die Copa Libertadores qualifiziertes Team der Copa de la Superliga 2020                  | Achtelfinale  |
| Argentinien 6 Startplätze | CA Independiente                 | Sechstbestes nicht für die Copa Libertadores qualifiziertes Team der Copa de la Superliga 2020                 | Achtelfinale  |
| Bolivien 4 Startplätze    | Club Jorge Wilstermann           | Bestes nicht für die Copa Libertadores qualifiziertes Team der Primera División 2020                           | Gruppenphase  |
| Bolivien 4 Startplätze    | Club Deportivo Guabirá           | Zweitbestes nicht für die Copa Libertadores qualifiziertes Team der Primera División 2020                      | Gruppenphase  |
| Bolivien 4 Startplätze    | Nacional Potosí                  | Drittbestes nicht für die Copa Libertadores qualifiziertes Team der Primera División 2020                      | 1. Runde      |
| Bolivien 4 Startplätze    | Atlético Palmaflor               | Viertbestes nicht für die Copa Libertadores qualifiziertes Team der Primera División 2020                      | 1. Runde      |
| Brasilien 6 Startplätze   | Athletico Paranaense             | Bestes nicht für die Copa Libertadores qualifiziertes Team des Campeonato Brasileiro Série A 2020              | Sieger        |
| Brasilien 6 Startplätze   | Red Bull Bragantino              | Zweitbestes nicht für die Copa Libertadores qualifiziertes Team des Campeonato Brasileiro Série A 2020         | Zweiter       |
| Brasilien 6 Startplätze   | Ceará SC                         | Drittbestes nicht für die Copa Libertadores qualifiziertes Team des Campeonato Brasileiro Série A 2020         | Gruppenphase  |
| Brasilien 6 Startplätze   | Corinthians São Paulo            | Viertbestes nicht für die Copa Libertadores qualifiziertes Team des Campeonato Brasileiro Série A 2020         | Gruppenphase  |
| Brasilien 6 Startplätze   | Atlético Goianiense              | Fünftbestes nicht für die Copa Libertadores qualifiziertes Team des Campeonato Brasileiro Série A 2020         | Gruppenphase  |
| Brasilien 6 Startplätze   | EC Bahia                         | Sechstbestes nicht für die Copa Libertadores qualifiziertes Team des Campeonato Brasileiro Série A 2020        | Gruppenphase  |
| Chile 4 Startplätze       | CD Palestino                     | Bestes nicht für die Copa Libertadores qualifiziertes Team der Primera División de Chile 2020                  | Gruppenphase  |
| Chile 4 Startplätze       | CD Antofagasta                   | Zweitbestes nicht für die Copa Libertadores qualifiziertes Team der Primera División de Chile 2020             | 1. Runde      |
| Chile 4 Startplätze       | CD Cobresal                      | Drittbestes nicht für die Copa Libertadores qualifiziertes Team der Primera División de Chile 2020             | 1. Runde      |
| Chile 4 Startplätze       | CD Huachipato                    | Viertbestes nicht für die Copa Libertadores qualifiziertes Team der Primera División de Chile 2020             | Gruppenphase  |
| Ecuador 4 Startplätze     | CS Emelec                        | Bestes nicht für die Copa Libertadores qualifiziertes Team der Gesamttabelle der Serie A 2020                  | Gruppenphase  |
| Ecuador 4 Startplätze     | Guayaquil City                   | Zweitbestes nicht für die Copa Libertadores qualifiziertes Team der Gesamttabelle der Serie A 2020             | 1. Runde      |
| Ecuador 4 Startplätze     | CSD Macará                       | Drittbestes nicht für die Copa Libertadores qualifiziertes Team der Gesamttabelle der Serie A 2020             | 1. Runde      |
| Ecuador 4 Startplätze     | SD Aucas                         | Viertbestes nicht für die Copa Libertadores qualifiziertes Team der Gesamttabelle der Serie A 2020             | Gruppenphase  |
| Kolumbien 4 Startplätze   | Deportes Tolima                  | Bestes nicht für die Copa Libertadores qualifiziertes Team der Gesamttabelle der Categoría Primera A 2020      | Gruppenphase  |
| Kolumbien 4 Startplätze   | La Equidad                       | Zweitbestes nicht für die Copa Libertadores qualifiziertes Team der Gesamttabelle der Categoría Primera A 2020 | Gruppenphase  |
| Kolumbien 4 Startplätze   | Deportivo Pasto                  | Drittbestes nicht für die Copa Libertadores qualifiziertes Team der Gesamttabelle der Categoría Primera A 2020 | 1. Runde      |
| Kolumbien 4 Startplätze   | Deportivo Cali                   | Playoff-Sieger für die Copa Sudamericana der Categoría Primera A 2020                                          | 1. Runde      |
| Paraguay 4 Startplätze    | Club Nacional                    | Bestes nicht für die Copa Libertadores qualifiziertes Team der Gesamttabelle der Primera División 2020         | 1. Runde      |
| Paraguay 4 Startplätze    | Guaireña FC                      | Zweitbestes nicht für die Copa Libertadores qualifiziertes Team der Gesamttabelle der Primera División 2020    | 1. Runde      |
| Paraguay 4 Startplätze    | 12 de Octubre FC                 | Drittbestes nicht für die Copa Libertadores qualifiziertes Team der Gesamttabelle der Primera División 2020    | Gruppenphase  |
| Paraguay 4 Startplätze    | River Plate Asunción             | Viertbestes nicht für die Copa Libertadores qualifiziertes Team der Gesamttabelle der Primera División 2020    | Gruppenphase  |
| Peru 4 Startplätze        | Carlos A. Mannucci               | Bestes nicht für die Copa Libertadores qualifiziertes Team der Gesamttabelle der Primera División 2020         | Gruppenphase  |
| Peru 4 Startplätze        | Sport Huancayo                   | Zweitbestes nicht für die Copa Libertadores qualifiziertes Team der Gesamttabelle der Primera División 2020    | 1. Runde      |
| Peru 4 Startplätze        | Universidad Técnica de Cajamarca | Drittbestes nicht für die Copa Libertadores qualifiziertes Team der Gesamttabelle der Primera División 2020    | 1. Runde      |
| Peru 4 Startplätze        | FBC Melgar                       | Viertbestes nicht für die Copa Libertadores qualifiziertes Team der Gesamttabelle der Primera División 2020    | Gruppenphase  |
| Uruguay 4 Startplätze     | Peñarol Montevideo               | Bestes nicht für die Copa Libertadores qualifiziertes Team der Gesamttabelle der Primera División 2020         | Halbfinale    |
| Uruguay 4 Startplätze     | Montevideo City Torque           | Zweitbestes nicht für die Copa Libertadores qualifiziertes Team der Gesamttabelle der Primera División 2020    | Gruppenphase  |
| Uruguay 4 Startplätze     | Cerro Largo FC                   | Drittbestes nicht für die Copa Libertadores qualifiziertes Team der Gesamttabelle der Primera División 2020    | 1. Runde      |
| Uruguay 4 Startplätze     | CA Fénix                         | Viertbestes nicht für die Copa Libertadores qualifiziertes Team der Gesamttabelle der Primera División 2020    | 1. Runde      |
| Venezuela 4 Startplätze   | Academia Puerto Cabello          | Bestes nicht für die Copa Libertadores qualifiziertes Team der Gesamttabelle der Primera División 2020         | 1. Runde      |
| Venezuela 4 Startplätze   | Aragua FC                        | Zweitbestes nicht für die Copa Libertadores qualifiziertes Team der Gesamttabelle der Primera División 2020    | Gruppenphase  |
| Venezuela 4 Startplätze   | Metropolitanos FC                | Drittbestes nicht für die Copa Libertadores qualifiziertes Team der Gesamttabelle der Primera División 2020    | Gruppenphase  |
| Venezuela 4 Startplätze   | AC Mineros de Guayana            | Viertbestes nicht für die Copa Libertadores qualifiziertes Team der Gesamttabelle der Primera División 2020    | 1. Runde      |

Zusätzlich kommen folgende ausgeschiedene Teams aus der Copa Libertadores dazu.
| Beste der in der 3. Qualifikationsrunde der Copa Libertadores 2021 ausgeschiedenen Teams | Ergebnis      |
| ---------------------------------------------------------------------------------------- | ------------- |
| Club Libertad                                                                            | Halbfinale    |
| Grêmio Porto Alegre                                                                      | Achtelfinale  |
| Club Bolívar                                                                             | Gruppenphase  |
| San Lorenzo de Almagro                                                                   | Gruppenphase  |
| Drittplatzierte Teams der Gruppenphase der Copa Libertadores 2021                        | Ergebnis      |
| Independiente del Valle                                                                  | Achtelfinale  |
| Deportivo Táchira                                                                        | Achtelfinale  |
| FC Santos                                                                                | Viertelfinale |
| Atlético Junior                                                                          | Achtelfinale  |
| Sporting Cristal                                                                         | Viertelfinale |
| Nacional Montevideo                                                                      | Achtelfinale  |
| LDU Quito                                                                                | Viertelfinale |
| América de Cali                                                                          | Achtelfinale  |

## Modus
Die 1. Runde des Wettbewerbs wurde im K.-o.-System mit Hin- und Rückspiel in nationalen Duellen ausgetragen, deren Sieger sich für die Gruppenphase qualifizieren. Die sechs Vereine aus Brasilien und Argentinien nahmen direkt an der Gruppenphase teil. In acht Gruppen mit je vier Mannschaften qualifizierte sich der jeweilige Gruppensieger für das Achtelfinale. Dieser spielte gegen einen der acht Gruppendritten der Copa Libertadores 2021. Ab dem Achtelfinale wurde der Sieger im K.-o.-System mit Hin- und Rückspiel ermittelt. Das Finale wurde auf Beschluss der CONMEBOL in nur einem Spiel entschieden. In der 1. Runde starteten die 44 direkt qualifizierten Teilnehmer aus allen 10 Mitgliedsländern der CONMEBOL. Der Titelverteidiger nahm nicht am Wettbewerb teil, da er automatisches Startrecht in der parallel ausgetragenen Copa Libertadores hatte. Bei Punkt- und Torgleichheit galt die Auswärtstorregel. War auch die Zahl der auswärts erzielten Tore gleich, folgte im Anschluss an das Rückspiel unmittelbar ein Elfmeterschießen.

## 1. Runde
Teilnehmer waren je vier Mannschaften aus den acht Ländern Südamerikas mit Ausnahme von Argentinien und Brasilien. Die Spiele fanden zwischen dem 16. März Februar und dem 14. April 2021 statt.
| Datum       |                                  | Gesamt          |                         | Hinspiel | Rückspiel |
| ----------- | -------------------------------- | --------------- | ----------------------- | -------- | --------- |
| 17.3./07.4. | Club Deportivo Guabirá           | 6:2             | Nacional Potosí         | 4:1      | 2:1       |
| 17.3./07.4. | Club Jorge Wilstermann           | 4:2             | Atlético Palmaflor      | 2:1      | 2:1       |
| 16.3./06.4. | CD Antofagasta                   | 0:4             | CD Huachipato           | 0:1      | 0:3       |
| 18.3./08.4. | CD Cobresal                      | 1:3             | CD Palestino            | 0:0      | 1:2       |
| 16.3./06.4. | Deportes Tolima                  | 3:0             | Deportivo Cali          | 3:0      | 0:0       |
| 18.3./08.4. | La Equidad                       | 3:2             | Deportivo Pasto         | 1:2      | 2:0       |
| 16.3./06.4. | CSD Macará                       | 2:4             | CS Emelec               | 2:2      | 0:2       |
| 18.3./08.4. | SD Aucas                         | 5:1             | Guayaquil City FC       | 2:1      | 3:0       |
| 16.3./06.4. | 12 de Octubre FC                 | 0:0 (5:4 i. E.) | Club Nacional           | 0:0      | 0:0       |
| 18.3./08.4. | Guaireña FC                      | 3:6             | River Plate Asunción    | 1:2      | 2:4       |
| 17.3./07.4. | Universidad Técnica de Cajamarca | 0:5             | Sport Huancayo          | 0:1      | 0:4       |
| 18.3./08.4. | Carlos A. Mannucci               | 3:5             | FBC Melgar              | 1:2      | 2:3       |
| 07.3./14.4. | Montevideo City Torque           | 2:0             | CA Fénix                | 2:0      | 0:0       |
| 06.3./13.4. | Cerro Largo FC                   | 3:6             | Peñarol Montevideo      | 2:2      | 1:4       |
| 18.3./08.4. | Metropolitanos FC                | 3:0             | Academia Puerto Cabello | 2:0      | 1:0       |
| 17.3./07.4. | Aragua FC                        | (a)2:2(a)       | AC Mineros de Guayana   | 0:1      | 2:1       |

## Gruppenphase
Teilnehmer waren die 16 Gewinner der 1. Runde, die je sechs Teilnehmer aus Argentinien und Brasilien sowie die vier ausgeschiedenen Mannschaften aus der dritten Runde der Copa Libertadores 2021. Der Gruppensieger zog ins Achtelfinale ein.

### Gruppe A
| Pl. | Verein                               | Sp. | S | U | N | Tore    | Diff. | Punkte |
| --- | ------------------------------------ | --- | - | - | - | ------- | ----- | ------ |
| 1.  | Rosario Central                      | 6   | 3 | 2 | 1 | 010:300 | +7    | 11     |
| 2.  | CD Huachipato                        | 6   | 2 | 2 | 2 | 004:100 | −6    | 08     |
| 3.  | Club Atlético San Lorenzo de Almagro | 6   | 2 | 1 | 3 | 007:600 | +1    | 07     |
| 4.  | 12 de Octubre FC                     | 6   | 1 | 3 | 2 | 003:500 | −2    | 06     |

| 20. April                            |           |                                      |                             |
| 12 de Octubre FC                     | 1:0 (0:0) | Rosario Central                      | Estadio Luis Alfonso Giagni |
| 21. April                            |           |                                      |                             |
| Club Atlético San Lorenzo de Almagro | 0:1 (0:1) | CD Huachipato                        | Estadio Pedro Bidegain      |
| 27. April                            |           |                                      |                             |
| CD Huachipato                        | 0:0       | 12 de Octubre FC                     | Estadio Sausalito           |
| 28. April                            |           |                                      |                             |
| Rosario Central                      | 2:0 (1:0) | Club Atlético San Lorenzo de Almagro | Estadio Gigante de Arroyito |
| 5. Mai                               |           |                                      |                             |
| CD Huachipato                        | 1:1 (1:0) | Rosario Central                      | Estadio Sausalito           |
| 6. Mai                               |           |                                      |                             |
| Club Atlético San Lorenzo de Almagro | 1:1 (1:1) | 12 de Octubre FC                     | Estadio Pedro Bidegain      |
| 12. Mai                              |           |                                      |                             |
| 12 de Octubre FC                     | 1:2 (0:1) | CD Huachipato                        | Estadio Luis Alfonso Giagni |
| Club Atlético San Lorenzo de Almagro | 1:2 (1:0) | Rosario Central                      | Estadio Pedro Bidegain      |
| 19. Mai                              |           |                                      |                             |
| Rosario Central                      | 5:0 (4:0) | CD Huachipato                        | Estadio Gigante de Arroyito |
| 20. Mai                              |           |                                      |                             |
| 12 de Octubre FC                     | 0:2 (0:1) | Club Atlético San Lorenzo de Almagro | Estadio Luis Alfonso Giagni |
| 26. Mai                              |           |                                      |                             |
| Rosario Central                      | 0:0       | 12 de Octubre FC                     | Estadio Gigante de Arroyito |
| CD Huachipato                        | 0:3 (0:2) | Club Atlético San Lorenzo de Almagro | Estadio Sausalito           |

### Gruppe B
| Pl. | Verein                 | Sp. | S | U | N | Tore    | Diff. | Punkte |
| --- | ---------------------- | --- | - | - | - | ------- | ----- | ------ |
| 1.  | CA Independiente       | 6   | 4 | 2 | 0 | 011:500 | +6    | 14     |
| 2.  | Montevideo City Torque | 6   | 3 | 2 | 1 | 015:700 | +8    | 11     |
| 3.  | EC Bahia               | 6   | 2 | 2 | 2 | 011:800 | +3    | 08     |
| 4.  | CD Guabirá             | 6   | 0 | 0 | 6 | 001:180 | −17   | 0      |

| 21. April              |           |                        |                                 |
| Montevideo City Torque | 1:1 (0:1) | EC Bahia               | Estadio Alfredo Víctor Viera    |
| CD Guabirá             | 1:3 (0:2) | CA Independiente       | Estadio Gilberto Parada         |
| 27. April              |           |                        |                                 |
| EC Bahia               | 5:0 (2:0) | CD Guabirá             | Estádio de Pituaçu              |
| 28. April              |           |                        |                                 |
| CA Independiente       | 3:1 (0:0) | Montevideo City Torque | Estadio Libertadores de América |
| 4. Mai                 |           |                        |                                 |
| EC Bahia               | 2:2 (0:1) | CA Independiente       | Estádio de Pituaçu              |
| 5. Mai                 |           |                        |                                 |
| Montevideo City Torque | 4:0 (1:0) | CD Guabirá             | Estadio Alfredo Víctor Viera    |
| 11. Mai                |           |                        |                                 |
| Montevideo City Torque | 1:1 (1:0) | CA Independiente       | Estadio Alfredo Víctor Viera    |
| 13. Mai                |           |                        |                                 |
| CD Guabirá             | 0:1 (0:0) | EC Bahia               | Estadio Gilberto Parada         |
| 18. Mai                |           |                        |                                 |
| CA Independiente       | 1:0 (0:0) | EC Bahia               | Estadio Libertadores de América |
| 20. Mai                |           |                        |                                 |
| CD Guabirá             | 0:4 (0:2) | Montevideo City Torque | Estadio Gilberto Parada         |
| 26. Mai                |           |                        |                                 |
| CA Independiente       | 1:0 (0:0) | CD Guabirá             | Estadio Libertadores de América |
| EC Bahia               | 2:4 (1:2) | Montevideo City Torque | Estádio de Pituaçu              |

### Gruppe C
| Pl. | Verein                 | Sp. | S | U | N | Tore    | Diff. | Punkte |
| --- | ---------------------- | --- | - | - | - | ------- | ----- | ------ |
| 1.  | Arsenal de Sarandí     | 6   | 3 | 2 | 1 | 009:400 | +5    | 11     |
| 2.  | Ceará SC               | 6   | 2 | 3 | 1 | 005:200 | +3    | 09     |
| 3.  | Club Bolívar           | 6   | 1 | 3 | 2 | 005:800 | −3    | 06     |
| 4.  | Club Jorge Wilstermann | 6   | 1 | 2 | 3 | 005:100 | −5    | 05     |

| 21. April              |           |                        |                                  |
| Ceará SC               | 3:1 (2:0) | Club Jorge Wilstermann | Estádio Plácido Aderaldo Castelo |
| 22. April              |           |                        |                                  |
| Club Bolívar           | 2:1 (1:0) | Arsenal de Sarandí     | Estadio Hernando Siles           |
| 27. April              |           |                        |                                  |
| Arsenal de Sarandí     | 0:0       | Ceará SC               | Estadio Julio H. Grondona        |
| 29. April              |           |                        |                                  |
| Club Jorge Wilstermann | 0:0       | Club Bolívar           | Estadio Félix Capriles           |
| 5. Mai                 |           |                        |                                  |
| Club Bolívar           | 0:0       | Ceará SC               | Estadio Hernando Siles           |
| 6. Mai                 |           |                        |                                  |
| Arsenal de Sarandí     | 3:0 (1:0) | Club Jorge Wilstermann | Estadio Julio H. Grondona        |
| 12. Mai                |           |                        |                                  |
| Ceará SC               | 0:0       | Arsenal de Sarandí     | Estádio Plácido Aderaldo Castelo |
| Club Bolívar           | 2:2 (2:1) | Club Jorge Wilstermann | Estadio Hernando Siles           |
| 19. Mai                |           |                        |                                  |
| Club Jorge Wilstermann | 1:2 (1:0) | Arsenal de Sarandí     | Estadio Félix Capriles           |
| 20. Mai                |           |                        |                                  |
| Ceará SC               | 2:0 (1:0) | Club Bolívar           | Estádio Plácido Aderaldo Castelo |
| 27. Mai                |           |                        |                                  |
| Club Jorge Wilstermann | 1:0 (0:0) | Ceará SC               | Estadio Félix Capriles           |
| Arsenal de Sarandí     | 3:1 (2:0) | Club Bolívar           | Estadio Julio H. Grondona        |

### Gruppe D
| Pl. | Verein               | Sp. | S | U | N | Tore    | Diff. | Punkte |
| --- | -------------------- | --- | - | - | - | ------- | ----- | ------ |
| 1.  | Athletico Paranaense | 6   | 5 | 0 | 1 | 008:100 | +7    | 15     |
| 2.  | FBC Melgar           | 6   | 3 | 1 | 2 | 007:500 | +2    | 10     |
| 3.  | SD Aucas             | 6   | 2 | 0 | 4 | 007:110 | −4    | 06     |
| 4.  | Metropolitanos FC    | 6   | 1 | 1 | 4 | 005:100 | −5    | 04     |

| 20. April            |           |                      |                                                         |
| Metropolitanos FC    | 2:3 (2:1) | FBC Melgar           | Estadio Olímpico de la Universidad Central de Venezuela |
| SD Aucas             | 0:1 (0:1) | Athletico Paranaense | Estadio Gonzalo Pozo Ripalda                            |
| 28. April            |           |                      |                                                         |
| Athletico Paranaense | 1:0 (0:0) | Metropolitanos FC    | Arena da Baixada                                        |
| FBC Melgar           | 1:0 (0:0) | SD Aucas             | Estadio Nacional (Lima)                                 |
| 4. Mai               |           |                      |                                                         |
| Metropolitanos FC    | 3:2 (1:0) | SD Aucas             | Estadio Olímpico de la Universidad Central de Venezuela |
| FBC Melgar           | 1:0 (0:0) | Athletico Paranaense | Estadio Nacional (Lima)                                 |
| 11. Mai              |           |                      |                                                         |
| Metropolitanos FC    | 0:1 (0:0) | Athletico Paranaense | Estadio Olímpico de la Universidad Central de Venezuela |
| 13. Mai              |           |                      |                                                         |
| SD Aucas             | 2:1 (0:1) | FBC Melgar           | Estadio Gonzalo Pozo Ripalda                            |
| 19. Mai              |           |                      |                                                         |
| Athletico Paranaense | 1:0 (0:0) | FBC Melgar           | Arena da Baixada                                        |
| SD Aucas             | 3:0 (1:0) | Metropolitanos FC    | Estadio Gonzalo Pozo Ripalda                            |
| 27. Mai              |           |                      |                                                         |
| Athletico Paranaense | 4:0 (2:0) | SD Aucas             | Arena da Baixada                                        |
| FBC Melgar           | 0:0       | Metropolitanos FC    | Estadio Nacional (Lima)                                 |

### Gruppe E
| Pl. | Verein                | Sp. | S | U | N | Tore    | Diff. | Punkte |
| --- | --------------------- | --- | - | - | - | ------- | ----- | ------ |
| 1.  | Peñarol Montevideo    | 6   | 4 | 1 | 1 | 015:300 | +12   | 13     |
| 2.  | Corinthians São Paulo | 6   | 3 | 1 | 2 | 012:600 | +6    | 10     |
| 3.  | River Plate Asunción  | 6   | 3 | 1 | 2 | 006:100 | −4    | 10     |
| 4.  | Sport Huancayo        | 6   | 0 | 1 | 5 | 003:170 | −14   | 01     |

| 22. April             |           |                       |                              |
| Peñarol Montevideo    | 5:1 (3:1) | Sport Huancayo        | Estadio Campeón del Siglo    |
| River Plate Asunción  | 0:0       | Corinthians São Paulo | Estadio Defensores del Chaco |
| 29. April             |           |                       |                              |
| Sport Huancayo        | 1:2 (1:2) | River Plate Asunción  | Estadio Nacional (Lima)      |
| Corinthians São Paulo | 0:2 (0:1) | Peñarol Montevideo    | Arena Corinthians            |
| 6. Mai                |           |                       |                              |
| Sport Huancayo        | 0:3 (0:2) | Corinthians São Paulo | Estadio Nacional (Lima)      |
| Peñarol Montevideo    | 3:0 (1:0) | River Plate Asunción  | Estadio Campeón del Siglo    |
| 13. Mai               |           |                       |                              |
| River Plate Asunción  | 2:1 (1:1) | Sport Huancayo        | Estadio Defensores del Chaco |
| Peñarol Montevideo    | 4:0 (2:0) | Corinthians São Paulo | Estadio Campeón del Siglo    |
| 20. Mai               |           |                       |                              |
| Corinthians São Paulo | 5:0 (2:0) | Sport Huancayo        | Arena Corinthians            |
| River Plate Asunción  | 2:1 (1:0) | Peñarol Montevideo    | Estadio Defensores del Chaco |
| 26. Mai               |           |                       |                              |
| Corinthians São Paulo | 4:0 (3:0) | River Plate Asunción  | Arena Corinthians            |
| Sport Huancayo        | 0:0       | Peñarol Montevideo    | Estadio Nacional (Lima)      |

### Gruppe F
| Pl. | Verein              | Sp. | S | U | N | Tore    | Diff. | Punkte |
| --- | ------------------- | --- | - | - | - | ------- | ----- | ------ |
| 1.  | Club Libertad       | 6   | 5 | 0 | 1 | 009:400 | +5    | 15     |
| 2.  | Atlético Goianiense | 6   | 2 | 4 | 0 | 004:200 | +2    | 10     |
| 3.  | Newell’s Old Boys   | 6   | 2 | 2 | 2 | 006:600 | ±0    | 08     |
| 4.  | CD Palestino        | 6   | 0 | 1 | 5 | 002:900 | −7    | 01     |

| 20. April           |           |                     |                              |
| Atlético Goianiense | 0:0       | Newell’s Old Boys   | Estádio Antônio Accioly      |
| 22. April           |           |                     |                              |
| Club Libertad       | 2:0 (0:0) | CD Palestino        | Estadio Dr. Nicolás Leoz     |
| 29. April           |           |                     |                              |
| CD Palestino        | 0:1 (0:1) | Atlético Goianiense | Estadio El Teniente          |
| 29. April           |           |                     |                              |
| Newell’s Old Boys   | 1:3 (0:1) | Club Libertad       | Estadio Marcelo Bielsa       |
| 4. Mai              |           |                     |                              |
| CD Palestino        | 0:1 (0:0) | Newell’s Old Boys   | Estadio El Teniente          |
| 6. Mai              |           |                     |                              |
| Club Libertad       | 1:2 (0:1) | Atlético Goianiense | Estadio Dr. Nicolás Leoz     |
| 12. Mai             |           |                     |                              |
| Atlético Goianiense | 0:0       | CD Palestino        | Estádio Antônio Accioly      |
| 13. Mai             |           |                     |                              |
| Club Libertad       | 1:0 (1:0) | Newell’s Old Boys   | Estadio Gonzalo Pozo Ripalda |
| 19. Mai             |           |                     |                              |
| Atlético Goianiense | 0:0       | Club Libertad       | Estádio Antônio Accioly      |
| 20. Mai             |           |                     |                              |
| Newell’s Old Boys   | 3:1 (1:0) | CD Palestino        | Estadio Marcelo Bielsa       |
| 25. Mai             |           |                     |                              |
| Newell’s Old Boys   | 1:1 (0:0) | Atlético Goianiense | Estadio Marcelo Bielsa       |
| 25. Mai             |           |                     |                              |
| CD Palestino        | 1:2 (1:0) | Club Libertad       | Estadio El Teniente          |

### Gruppe G
| Pl. | Verein                 | Sp. | S | U | N | Tore    | Diff. | Punkte |
| --- | ---------------------- | --- | - | - | - | ------- | ----- | ------ |
| 1.  | Red Bull Bragantino    | 6   | 4 | 0 | 2 | 007:600 | +1    | 12     |
| 2.  | Club Sport Emelec      | 6   | 3 | 1 | 2 | 009:800 | +1    | 10     |
| 3.  | Club Atlético Talleres | 6   | 2 | 2 | 2 | 007:500 | +2    | 08     |
| 4.  | Deportes Tolima        | 6   | 0 | 3 | 3 | 004:800 | −4    | 03     |

| 22. April              |           |                        |                              |
| Club Atlético Talleres | 1:2 (1:0) | Club Sport Emelec      | Estadio Mario Alberto Kempes |
| Red Bull Bragantino    | 2:1 (2:0) | Deportes Tolima        | Estádio Nabi Abi Chedid      |
| 28. April              |           |                        |                              |
| Deportes Tolima        | 1:1 (0:1) | Club Atlético Talleres | Estadio Manuel Murillo Toro  |
| Club Sport Emelec      | 3:0 (0:0) | Red Bull Bragantino    | Estadio George Capwell       |
| 5. Mai                 |           |                        |                              |
| Red Bull Bragantino    | 0:1 (0:1) | Club Atlético Talleres | Estádio Nabi Abi Chedid      |
| 7. Mai                 |           |                        |                              |
| Deportes Tolima        | 1:1 (1:1) | Club Sport Emelec      | Estadio Manuel Murillo Toro  |
| 11. Mai                |           |                        |                              |
| Red Bull Bragantino    | 2:0 (1:0) | Club Sport Emelec      | Estádio Nabi Abi Chedid      |
| 13. Mai                |           |                        |                              |
| Club Atlético Talleres | 0:0       | Deportes Tolima        | Estadio Mario Alberto Kempes |
| 18. Mai                |           |                        |                              |
| Club Atlético Talleres | 0:1 (0:1) | Red Bull Bragantino    | Estadio Mario Alberto Kempes |
| 19. Mai                |           |                        |                              |
| Club Sport Emelec      | 2:0 (0:0) | Deportes Tolima        | Estadio George Capwell       |
| 25. Mai                |           |                        |                              |
| Club Sport Emelec      | 1:4 (0:3) | Club Atlético Talleres | Estadio George Capwell       |
| Deportes Tolima        | 1:2 (1:1) | Red Bull Bragantino    | Estadio Manuel Murillo Toro  |

### Gruppe H
| Pl. | Verein              | Sp. | S | U | N | Tore    | Diff. | Punkte |
| --- | ------------------- | --- | - | - | - | ------- | ----- | ------ |
| 1.  | Grêmio Porto Alegre | 6   | 5 | 1 | 0 | 021:500 | +16   | 16     |
| 2.  | CA Lanús            | 6   | 3 | 1 | 2 | 008:600 | +2    | 10     |
| 3.  | La Equidad          | 6   | 2 | 1 | 3 | 003:600 | −3    | 07     |
| 4.  | Aragua FC           | 6   | 0 | 1 | 5 | 004:190 | −15   | 01     |

| 22. April           |           |                     |                                             |
| Grêmio Porto Alegre | 2:1 (1:0) | La Equidad          | Arena do Grêmio                             |
| Aragua FC           | 0:1 (0:0) | CA Lanús            | Estadio Olímpico Hermanos Ghersi Páez       |
| 29. April           |           |                     |                                             |
| La Equidad          | 2:1 (1:1) | Aragua FC           | Estadio Metropolitano de Techo              |
| CA Lanús            | 1:2 (0:1) | Grêmio Porto Alegre | Estadio Ciudad de Lanús – Néstor Díaz Pérez |
| 6. Mai              |           |                     |                                             |
| Grêmio Porto Alegre | 8:0 (6:0) | Aragua FC           | Arena do Grêmio                             |
| La Equidad          | 0:1 (0:1) | CA Lanús            | Estadio Metropolitano de Techo              |
| 13. Mai             |           |                     |                                             |
| Aragua FC           | 1:2 (1:1) | La Equidad          | Estadio Olímpico Hermanos Ghersi Páez       |
| Grêmio Porto Alegre | 3:1 (2:1) | CA Lanús            | Arena do Grêmio                             |
| 20. Mai             |           |                     |                                             |
| CA Lanús            | 4:1 (1:0) | La Equidad          | Estadio Ciudad de Lanús – Néstor Díaz Pérez |
| Aragua FC           | 2:6 (0:2) | Grêmio Porto Alegre | Estadio Olímpico Hermanos Ghersi Páez       |
| 27. Mai             |           |                     |                                             |
| CA Lanús            | 0:0       | Aragua FC           | Estadio Ciudad de Lanús – Néstor Díaz Pérez |
| La Equidad          | 0:0       | Grêmio Porto Alegre | Estadio Metropolitano de Techo              |

## Finalrunde

### Turnierplan
|  | Achtelfinale            | Achtelfinale         | Achtelfinale |                      |   | Viertelfinale | Viertelfinale | Viertelfinale |  |  | Halbfinale | Halbfinale | Halbfinale |  |  | Finale | Finale |  |
|  |                         |                      |              |                      |   |               |               |               |  |  |            |            |            |  |  |        |        |  |
|  | Sporting Cristal        | 2                    | 1            |                      |   |               |               |               |  |  |            |            |            |  |  |        |        |  |
|  | Arsenal de Sarandí      | 1                    | 1            |                      |   |               |               |               |  |  |            |            |            |  |  |        |        |  |
|  | Arsenal de Sarandí      | 1                    | 1            | Sporting Cristal     | 1 | 0             |               |               |  |  |            |            |            |  |  |        |        |  |
|  |                         |                      |              | Sporting Cristal     | 1 | 0             |               |               |  |  |            |            |            |  |  |        |        |  |
|  |                         | Peñarol Montevideo   | 3            | 1                    |   |               |               |               |  |  |            |            |            |  |  |        |        |  |
|  | Nacional Montevideo     | Peñarol Montevideo   | 3            | 1                    | 1 | 1             |               |               |  |  |            |            |            |  |  |        |        |  |
|  | Nacional Montevideo     |                      |              |                      | 1 | 1             |               |               |  |  |            |            |            |  |  |        |        |  |
|  | Peñarol Montevideo      | 2                    | 0            |                      |   |               |               |               |  |  |            |            |            |  |  |        |        |  |
|  | Peñarol Montevideo      | 2                    | 0            | Peñarol Montevideo   | 1 | 0             |               |               |  |  |            |            |            |  |  |        |        |  |
|  |                         |                      |              |                      |   |               |               |               |  |  |            |            |            |  |  |        |        |  |
|  |                         | Athletico Paranaense | 2            | 2                    |   |               |               |               |  |  |            |            |            |  |  |        |        |  |
|  | LDU Quito               | Athletico Paranaense | 2            | 2                    | 0 | 2             |               |               |  |  |            |            |            |  |  |        |        |  |
|  | LDU Quito               |                      |              |                      | 0 | 2             |               |               |  |  |            |            |            |  |  |        |        |  |
|  | Grêmio Porto Alegre     | 1                    | 1            |                      |   |               |               |               |  |  |            |            |            |  |  |        |        |  |
|  | Grêmio Porto Alegre     | 1                    | 1            | LDU Quito            | 1 | 2             |               |               |  |  |            |            |            |  |  |        |        |  |
|  |                         |                      |              | LDU Quito            | 1 | 2             |               |               |  |  |            |            |            |  |  |        |        |  |
|  |                         | Athletico Paranaense | 0            | 4                    |   |               |               |               |  |  |            |            |            |  |  |        |        |  |
|  | América de Cali         | Athletico Paranaense | 0            | 4                    | 0 | 1             |               |               |  |  |            |            |            |  |  |        |        |  |
|  | América de Cali         |                      |              |                      | 0 | 1             |               |               |  |  |            |            |            |  |  |        |        |  |
|  | Athletico Paranaense    | 1                    | 4            |                      |   |               |               |               |  |  |            |            |            |  |  |        |        |  |
|  | Athletico Paranaense    | 1                    | 4            | Athletico Paranaense | 1 |               |               |               |  |  |            |            |            |  |  |        |        |  |
|  |                         |                      |              |                      |   |               |               |               |  |  |            |            |            |  |  |        |        |  |
|  |                         | Red Bull Bragantino  | 0            |                      |   |               |               |               |  |  |            |            |            |  |  |        |        |  |
|  | Deportivo Táchira FC    | Red Bull Bragantino  | 0            | 2                    | 0 |               |               |               |  |  |            |            |            |  |  |        |        |  |
|  | Deportivo Táchira FC    |                      |              |                      | 0 |               |               |               |  |  |            |            |            |  |  |        |        |  |
|  | Rosario Central         | 2                    | 1            |                      |   |               |               |               |  |  |            |            |            |  |  |        |        |  |
|  | Rosario Central         | 2                    | 1            | Rosario Central      | 3 | 0             |               |               |  |  |            |            |            |  |  |        |        |  |
|  |                         |                      |              | Rosario Central      | 3 | 0             |               |               |  |  |            |            |            |  |  |        |        |  |
|  |                         | Red Bull Bragantino  | 4            | 1                    |   |               |               |               |  |  |            |            |            |  |  |        |        |  |
|  | Independiente del Valle | Red Bull Bragantino  | 4            | 1                    | 0 | 1             |               |               |  |  |            |            |            |  |  |        |        |  |
|  | Independiente del Valle |                      |              |                      | 0 | 1             |               |               |  |  |            |            |            |  |  |        |        |  |
|  | Red Bull Bragantino     | 2                    | 1            |                      |   |               |               |               |  |  |            |            |            |  |  |        |        |  |
|  | Red Bull Bragantino     | 2                    | 1            | Red Bull Bragantino  | 2 | 3             |               |               |  |  |            |            |            |  |  |        |        |  |
|  |                         |                      |              |                      |   |               |               |               |  |  |            |            |            |  |  |        |        |  |
|  |                         | Club Libertad        | 0            | 1                    |   |               |               |               |  |  |            |            |            |  |  |        |        |  |
|  | FC Santos               | Club Libertad        | 0            | 1                    | 1 | 1             |               |               |  |  |            |            |            |  |  |        |        |  |
|  | FC Santos               |                      |              |                      | 1 | 1             |               |               |  |  |            |            |            |  |  |        |        |  |
|  | CA Independiente        | 0                    | 1            |                      |   |               |               |               |  |  |            |            |            |  |  |        |        |  |
|  | CA Independiente        | 0                    | 1            | FC Santos            | 2 | 0             |               |               |  |  |            |            |            |  |  |        |        |  |
|  |                         |                      |              | FC Santos            | 2 | 0             |               |               |  |  |            |            |            |  |  |        |        |  |
|  |                         | Club Libertad        | 1            | 1                    |   |               |               |               |  |  |            |            |            |  |  |        |        |  |
|  | Atlético Junior         | Club Libertad        | 1            | 1                    | 3 | 1             |               |               |  |  |            |            |            |  |  |        |        |  |
|  | Atlético Junior         |                      |              |                      | 3 | 1             |               |               |  |  |            |            |            |  |  |        |        |  |
|  | Club Libertad           | 4                    | 0            |                      |   |               |               |               |  |  |            |            |            |  |  |        |        |  |

### Achtelfinale
Die Spiele fanden zwischen dem 13. und dem 22. Juli 2021 statt.
|                         | Gesamt     |                      | Hinspiel  | Rückspiel |
| ----------------------- | ---------- | -------------------- | --------- | --------- |
| Nacional Montevideo     | (a) 2:2(a) | Peñarol Montevideo   | 1:2 (0:1) | 1:0 (0:0) |
| Independiente del Valle | 1:3        | Red Bull Bragantino  | 0:2 (0:1) | 1:1 (1:0) |
| FC Santos               | 2:1        | CA Independiente     | 1:0 (0:0) | 1:1 (1:0) |
| América de Cali         | 1:5        | Athletico Paranaense | 0:1 (0:0) | 1:4 (0:1) |
| LDU Quito               | (a) 2:2(a) | Grêmio Porto Alegre  | 0:1 (0:1) | 2:1 (1:1) |
| Atlético Junior         | (a) 4:4(a) | Club Libertad        | 3:4 (3:3) | 1:0 (0:0) |
| Deportivo Táchira FC    | 2:3        | Rosario Central      | 2:2 (0:1) | 0:1 (0:1) |
| Sporting Cristal        | 3:2        | Arsenal de Sarandí   | 2:1 (0:0) | 1:1 (0:0) |

### Viertelfinale
Die Spiele fanden zwischen dem 10. und dem 19. August 2021 statt.
|                  | Gesamt     |                      | Hinspiel  | Rückspiel |
| ---------------- | ---------- | -------------------- | --------- | --------- |
| Sporting Cristal | 1:4        | Peñarol Montevideo   | 1:3 (0:2) | 0:1 (0:1) |
| Rosario Central  | 3:5        | Red Bull Bragantino  | 3:4 (1:3) | 0:1 (0:0) |
| FC Santos        | (a) 2:2(a) | Club Libertad        | 2:1 (1:0) | 0:1 (0:1) |
| LDU Quito        | 3:4        | Athletico Paranaense | 1:0 (0:0) | 2:4 (2:2) |

### Halbfinale
Die Spiele wurden am 23. und 24. September sowie am 29. und 30. September 2021 ausgetragen.
|                     | Gesamt |                      | Hinspiel  | Rückspiel |
| ------------------- | ------ | -------------------- | --------- | --------- |
| Peñarol Montevideo  | 1:4    | Athletico Paranaense | 1:2 (1:1) | 0:2 (0:1) |
| Red Bull Bragantino | 5:1    | Club Libertad        | 2:0 (1:0) | 3:1 (1:0) |

### Finale
| Athletico Paranaense                                 | Athletico Paranaense | Red Bull Bragantino | Red Bull Bragantino |
| ---------------------------------------------------- | --- | --- | ------------------- |
| Athletico Paranaense                                 | \| 20. November 2021 in Montevideo (Estadio Centenario) \| \| Ergebnis: 1:0 (1:0) \| \| Zuschauer: 20.000 \| \| Schiedsrichter: Andrés Matonte ( Uruguay) \| \| Spielbericht \| | \| 20. November 2021 in Montevideo (Estadio Centenario) \| \| Ergebnis: 1:0 (1:0) \| \| Zuschauer: 20.000 \| \| Schiedsrichter: Andrés Matonte ( Uruguay) \| \| Spielbericht \| | Red Bull Bragantino |
| Athletico Paranaense                                 | 1 Santos – 34 Pedro Henrique, 44 Thiago Heleno , 22 Nicolás Hernández 75. – 5 Marcinho, 26 Erick 82., 18 Léo Cittadini 90+5., 16 Abner Vinícius – 11 Nikão, 9 Renato Kayzer 75., 20 David Terans 75. Reserve 24 Bento, 6 Márcio Azevedo, 13 Khellven, Zé Ivaldo 75., 30 Nicolas Vichiatto 90+5., 38 Lucas Fasson, 48 Pedrinho, 8 Fernando Canesin 82., 39 Christian 75., 15 Jader, 28 Pedro Rocha 75., 37 Guilherme Bissoli Cheftrainer: Alberto Valentim do Carmo Neto | 18 Cleiton Schwengber – 13 Aderlan Silva, 14 Fabrício Bruno, 3 Léo Ortiz , 6 Edimar Fraga 77. – 5 Jadsom, 25 Bruno Praxedes 82., 28 Tomás Cuello 82. – 7 Artur 88., 15 Ytalo 88., 15 Helinho Reserve 1 Júlio César, 17 Weverton, 21 Natan, 29 Luan Cândido 77., Guilherme Lopes, 23 Cristiano, 9 Alerrandro 82., Bruno Gonçalves, 22 Leandrinho 88., 27 Jan Carlos Hurtado 88., 33 Pedrinho, 34 Gabriel Novaes 82. Cheftrainer: Maurício Barbieri | Red Bull Bragantino |
| Athletico Paranaense                                 | 1:0 Nikão (29.) | | Red Bull Bragantino |
| Athletico Paranaense                                 | Cittadini (38.), Vinícius (45.), Erick (64.) | Fabrício Bruno (16.), Aderlan Silva (73.) | Red Bull Bragantino |
| Athletico Paranaense                                 | Spieler des Spiels: Nikão (Athletico Paranaense) | | Red Bull Bragantino |
| 20. November 2021 in Montevideo (Estadio Centenario) | | |                     |
| Ergebnis: 1:0 (1:0)                                  | | |                     |
| Zuschauer: 20.000                                    | | |                     |
| Schiedsrichter: Andrés Matonte ( Uruguay)            | | |                     |
| Spielbericht                                         | | |                     |

## Beste Torschützen
Nachfolgend sind die besten Torschützen aufgeführt. Sie sind zunächst nach Anzahl ihrer Treffer, bei gleicher Torzahl alphabetisch sortiert.
| Rang | Spieler                  | Klub                   | Tore |
| ---- | ------------------------ | ---------------------- | ---- |
| 1    | Agustín Álvarez Martínez | Peñarol Montevideo     | 10   |
| 2    | Artur                    | Red Bull Bragantino    | 7    |
| 3    | Jonathan Herrera         | CA Independiente       | 6    |
|      | Gustavo Del Prete        | Montevideo City Torque | 6    |
| 5    | Lucas Albertengo         | Arsenal de Sarandí     | 5    |
|      | Bernardo Cuesta          | FBC Melgar             | 5    |
|      | Ferreira                 | Grêmio Porto Alegre    | 5    |
|      | Humberto Osorio          | Club Jorge Wilstermann | 5    |